# Paramesosella maxima
Paramesosella maxima là một loài bọ cánh cứng trong họ Cerambycidae.